# Скретч-картка

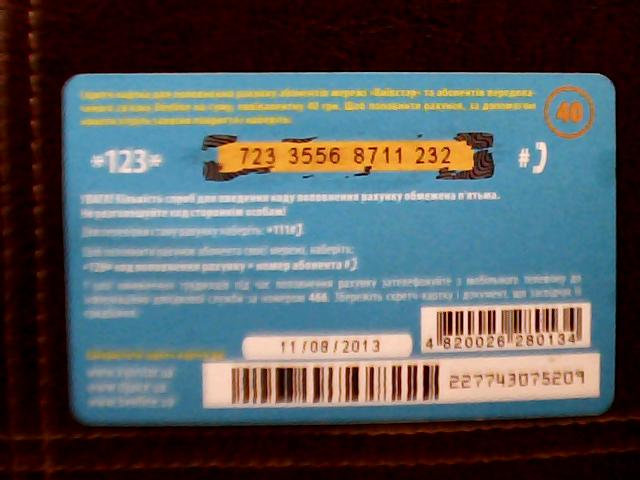
Скретч-картка для поповнення рахунку.

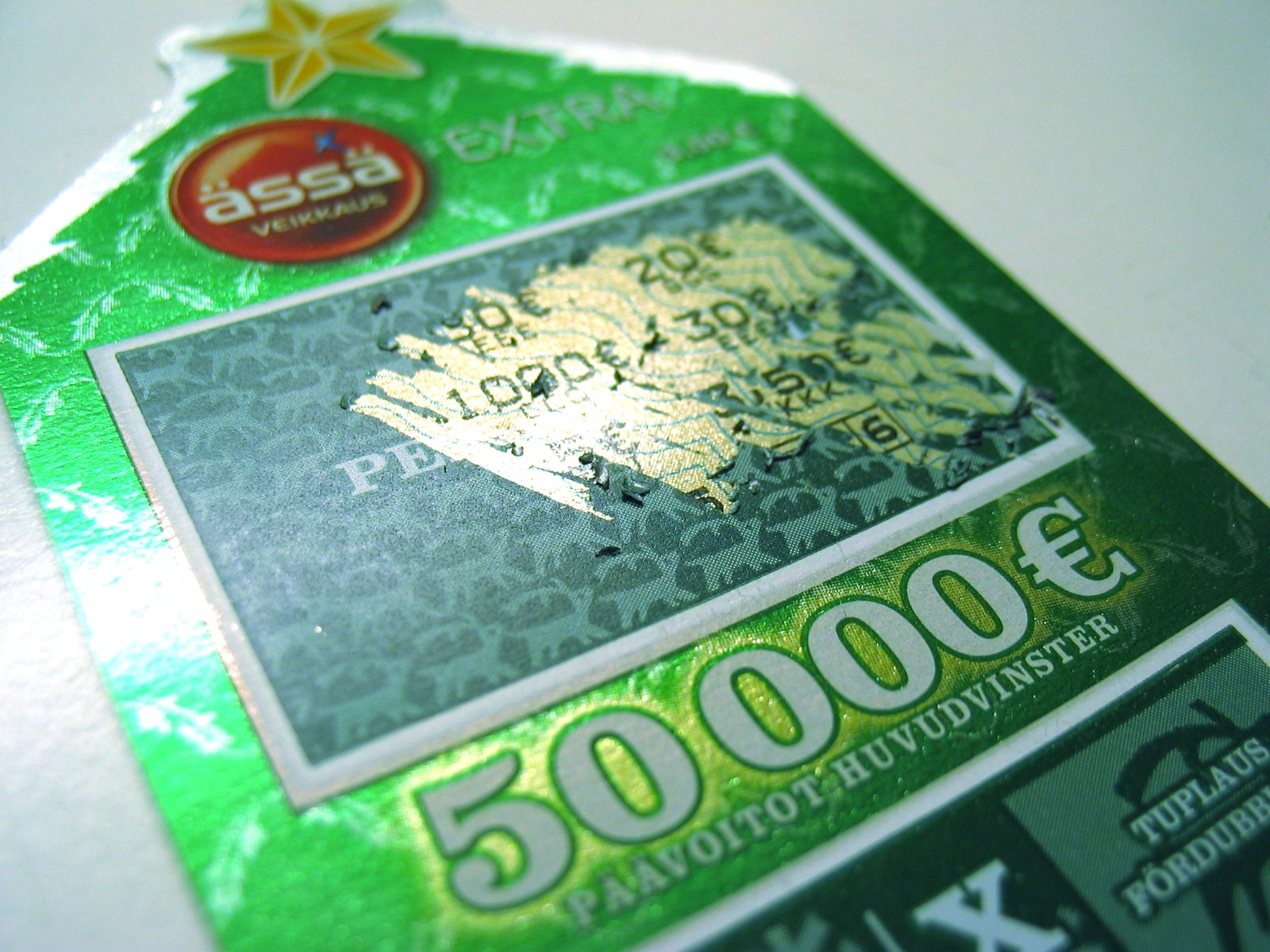
Скретч-картка

Скретч-картка (англ. scratch card) — картка з картону або пластику з нанесеною на ній (під захисним непрозорим, найчастіше сріблястим або сірим, покриттям, що стирається монетою чи нігтем) якоюсь таємною інформацією.

## Стандарти
Свою назву картка отримала від англійського слова «scratch», що означає «дряпати». Така назва цілком обґрунтована. У процесі виготовлення на картку наносять таємний код, малюнок або слово, яке потім покривається захисним шаром. Для того, щоб дізнатися таємну інформацію, захисний шар потрібно здряпати з поверхні картки.
Найчастіше скретч-картка має розмір 86 на 54 мм, але бувають картки і нестандартних розмірів.

## Застосування
Зазвичай на скретч-картках зберігають коди доступу до передплачених послуг (наприклад фіксованої/стільникової/IP-телефонії, інтернет-підключення та інших типів зв'язку). Також скретч-картки застосовуються у миттєвих лотереях. Таємна інформація (наприклад PIN-код) зберігається на скретч-картці до тих пір, поки захисний шар на ній не буде вручну видалений стиранням, або не буде пошкоджений випадково.
Крім того, скретч-картки використовуються в системах онлайн-банкінгу як картки змінних кодів.
Скретч-картки з'явилися в Україні приблизно на початку 2000-х років і з того часу активно використовувалися в різних сферах. Одним із найпоширеніших використань скретч-карток було поповнення мобільного рахунку. Згодом торгові мережі, наприклад, супермаркети, торговельні центри, використовували скретч-картки для промо-кампаній (стерти й виграти).
Сьогодні такі картки все частіше застосовуються в рекламних цілях для проведення міні-лотерей під час презентацій або інших промоакцій.

## Недоліки
Такі картки уразливі проти пристроїв здатних «просвічувати» матеріали з яких створюється захисний шар. Крім усього іншого, при низькій якості друку або матеріалу самої картки, можливе пошкодження прихованої інформації під час стирання захисного шару.